# Farah Zeynep Abdullah
Farah Zeynep Abdullah (Beşiktaş, 17 agosto 1989) è un'attrice e cantante turca.

## Biografia
Nata nel 1989 a Beşiktaş, in provincia di Istanbul (Turchia), dalla madre Gülay (di origine turca con ascendenze bosniache, crimee e macedoni) e dal padre Osman (di origine turco-irachena). È seconda di tre figli.
L'origine del suo nome deriva dalla principessa Farah Diba, ultima moglie dello Scià dell'IranMohammad Reza Pahlavi, che la sua famiglia ammirava moltissimo.
Per alcuni ha frequentato il liceo francese Saint-Michel di Istanbul, fino a quando si è trasferita a Londra con la sua famiglia, a causa del lavoro di padre, dove ha completato l'istruzione secondaria in un liceo francese del posto. Dopo aver conseguito il diploma, si è iscritta presso il dipartimento di francese e arte drammatica dell'Università del Kent nel Regno Unito, dove al termine degli studi ha conseguito la laurea.
Nel 2010, mentre studiava all'università, gli è stato offerto di ricoprire il ruolo di Aylin Akarsu nella serie in onda su Kanal D Öyle Bir Geçer Zaman Ki, dove è rimasta per due stagioni e ha lasciato la serie in modo da poter continuare gli studi. Nel 2013 ha fatto il suo esordio al cinema con il ruolo di Mediha Sessiz nel film Kelebeğin Rüyası diretto da Yılmaz Erdoğan. L'anno successivo, nel 2014, ha ottenuto il ruolo di Eylül nel film Bi Küçük Eylül Meselesi diretto da Kerem Deren e quello di Hatice (Ayperi) nel film Sussurra se dimentico (Unutursam Fısılda) diretto da Çağan Irmak.
Nel 2014 è stata scelta per interpretare il ruolo della protagonista Şura / Alexandra Verjenskaya nella serie in onda su Star TV La ragazza e l'ufficiale (Kurt Seyit ve Şura), insieme agli attori Kıvanç Tatlıtuğ, Birkan Sokullu, Ushan Çakır, Seda Güven, Elçin Sangu e Demet Özdemir. L'anno successivo, nel 2015, ha doppiato il personaggio della principessa Azra nel film d'animazione Barbie Principessa Rock (Barbie in Rock 'N Royals) diretto da Michael Goguen e Karen J. Lloyd. Nel 2016 ha ricoperto il ruolo di Muazzez Özay nel film Ekşi Elmalar diretto da Yılmaz Erdoğan. Nel 2016 e nel 2017 è stata scritturata per interpretare il ruolo di Farya Bethlen nella serie in onda su Fox Il secolo magnifico: Kösem (Muhteşem Yüzyıl: Kösem).
Nel 2018 ha preso parte al cast della serie in onda su Kanal D Gülizar, nel ruolo della protagonista Gülizar Sepetçi. Nello stesso anno ha accettato di interpretare il ruolo di Ajda Pekkan nel film Arif V 216 diretto da Kıvanç Baruönü e quello di Begüm Atman nel film Bold Pilot - Leggenda di un campione (Bizim İçin: Şampiyon) diretto da Ahmet Katıksız. Nel 2020 è stata testimonial dello spot pubblicitario Bepanthol.

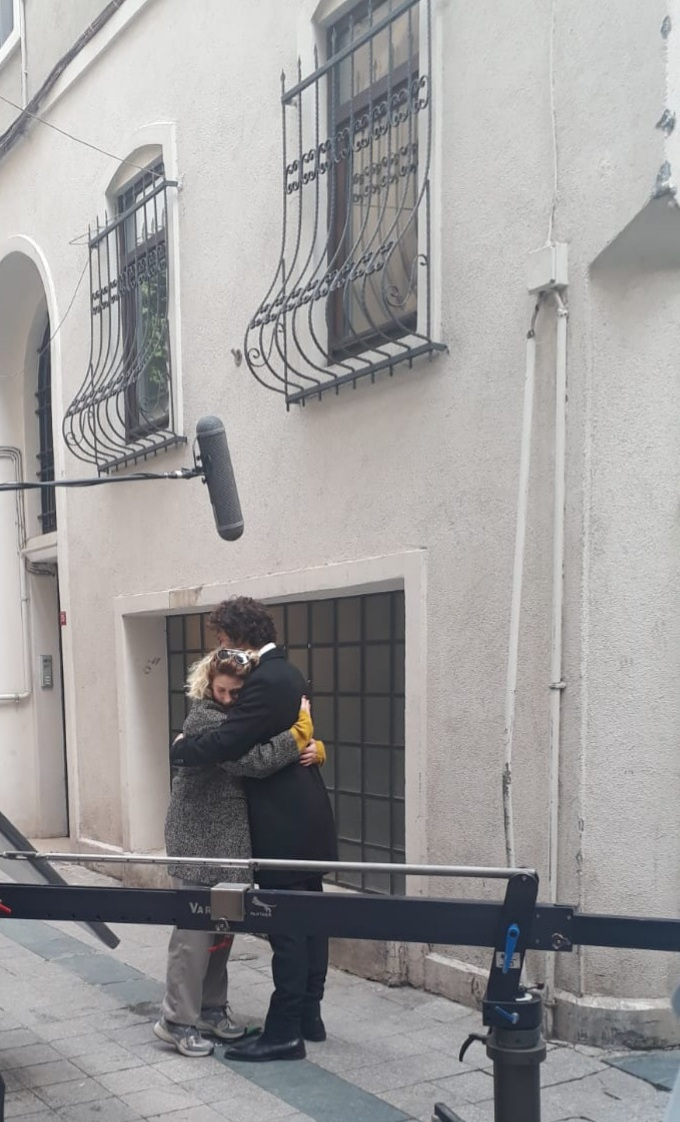
Farah Zeynep Abdullah e Birkan Sokullu nel 2020 sul set della serie Masumlar Apartmanı.

Nel 2020 e nel 2021 è stata scelta per interpretare il ruolo di İnci Özdemir nella serie in onda su TRT 1 Masumlar Apartmanı, insieme agli attori Ezgi Mola, Birkan Sokullu, Merve Dizdar, Melisa Şenolsun e Aslıhan Gürbüz. Nel 2021 è stata testimonial dello spot pubblicitario Penti. L'anno successivo, nel 2022, ha interpretato il ruolo della protagonista Bergen nel film Bergen diretto da Caner Alper e Mehmet Binay. Nel 2023 ha ottenuto il ruolo della protagonista Bither nel film di Prime Video Bihter - A Forbidden Passion (Bihter) diretto da Caner Alper e Mehmet Binay. Nello stesso anno è apparsa con il ruolo di Dilruba nella serie in onda su Show TV Kızılcık Şerbeti.

## Filmografia

### Attrice

#### Cinema
- Kelebeğin Rüyası, regia di Yılmaz Erdoğan (2013)
- Bi Küçük Eylül Meselesi, regia di Kerem Deren (2014)
- Sussurra se dimentico (Unutursam Fısılda), regia di Çağan Irmak (2014)
- Ekşi Elmalar, regia di Yılmaz Erdoğan (2016)
- Arif V 216, regia di Kıvanç Baruönü (2018)
- Bold Pilot - Leggenda di un campione (Bizim İçin: Şampiyon), regia di Ahmet Katıksız (2018)
- Bergen, regia di Caner Alper e Mehmet Binay (2022)
- Bihter - A Forbidden Passion (Bihter), regia di Caner Alper e Mehmet Binay (2023)

#### Televisione
- Öyle Bir Geçer Zaman Ki – serie TV, 79 episodi (Kanal D, 2010-2012)
- La ragazza e l'ufficiale (Kurt Seyit ve Şura) – serie TV, 21 episodi (Star TV, 2014)
- Il secolo magnifico: Kösem (Muhteşem Yüzyıl: Kösem) – serie TV, 22 episodi (Fox, 2016-2017)
- Gülizar – serie TV, 10 episodi (Kanal D, 2018)
- Masumlar Apartmanı – serie TV, 37 episodi (TRT 1, 2020-2021)
- Kızılcık Şerbeti – serie TV, 1 episodio (Show TV, 2023)

### Doppiatrice

#### Cinema
- Barbie Principessa Rock (Barbie in Rock 'N Royals), regia di Michael Goguen e Karen J. Lloyd (2015)

## Discografia

### Singoli
- 2014: Gel Ya Da Git – colonna sonora del film Sussurra se dimentico (Unutursam Fısılda)
- 2014: Sevdim – colonna sonora del film Sussurra se dimentico (Unutursam Fısılda)
- 2014: Eyvah – colonna sonora del film Sussurra se dimentico (Unutursam Fısılda)
- 2014: Bir Mazi Bin Hatıra – colonna sonora del film Sussurra se dimentico (Unutursam Fısılda)
- 2014: Nafile – colonna sonora del film Sussurra se dimentico (Unutursam Fısılda)
- 2014: Başka Güzel – colonna sonora del film Sussurra se dimentico (Unutursam Fısılda)
- 2017: Haydi Gel İçelim – colonna sonora della serie Rockuba
- 2017: Paramparça – colonna sonora della serie Rockuba
- 2018: Hüzün Gibi – colonna sonora della serie Gülizar
- 2018: Değişik El – colonna sonora della serie Gülizar
- 2018: Milyonzade – colonna sonora del film Arif V 216
- 2018: Boşvermişim Dünyaya – colonna sonora del film Arif V 216
- 2019: Sen Unutulacak Kadın Mısın?, feat. Erol Evgin – album Altın Düetler 2
- 2022: Bana Neler Vadettin – colonna sonora del film Bergen

## Spot pubblicitari
- Bepanthol (2020)
- Penti (2021)

## Doppiatrici italiane
Nelle versioni in italiano dei suoi film e delle sue serie TV, Farah Zayneb Abdullah è stata doppiata da:
- Giulia Catania[46] in Bold Pilot - Leggenda di un campione[47]
- Giulia Franceschetti[48] ne La ragazza e l'ufficiale,[49] in Bihter

## Riconoscimenti
- Festival del cinema di Ankara
  - 2022: Vincitrice del Premio nuovo respiro nel cinema (Premio d'onore)[50]
- Festival internazionale del cinema di Adalia
  - 2023: Vincitrice del Premio per il risultato[51]
- Golden Palm Awards
  - 2020: Vincitrice come Miglior attrice cinematografica per il film Bold Pilot - Leggenda di un campione (Bizim İçin: Şampiyon)[52]
- GSÜ Top Awards
  - 2015: Vincitrice come Miglior attrice televisiva/cinematografica per il film Sussurra se dimentico (Unutursam Fısılda)
  - 2023: Vincitrice come Miglior attrice televisiva/cinematografica per il film Bergen[53]
- Mostra internazionale del cinema di Venezia
  - 2023: Vincitrice come Miglior attrice protagonista per la serie La ragazza e l'ufficiale (Kurt Seyit ve Şura)[54]
- Premio Artemis d'Oro del Festival del cinema di Smirne
  - 2019: Candidata come Migliore attrice per Bold Pilot - Leggenda di un campione (Bizim İçin: Şampiyon)
  - 2023: Vincitrice come Migliore attrice per il film Bergen[55]
- Premio dell'associazione scrittori cinematografici
  - 2015: Candidata come Migliore attrice per il film Sussurra se dimentico (Unutursam Fısılda)
  - 2023: Vincitrice come Miglior attrice televisiva/cinematografica per il film Bergen[53]
- Premio ELLE Style
  - 2014: Candidata come Attrice dell'anno in stile ELLE
- Premio Lente d'oro
  - 2015: Vincitrice come Miglior attrice cinematografica femminile per il film Sussurra se dimentico (Unutursam Fısılda)
- Premio Marconi dell'Università di Uludağ
  - 2015: Candidata come Miglior attrice cinematografica per il film Sussurra se dimentico (Unutursam Fısılda)
- Premio ITU per i social media
  - 2022: Candidata come Miglior attrice per il film Bergen
- Premio Changemakers del KAL Fest
  - 2015: Vincitrice come Attrice rivoluzionaria per il film Sussurra se dimentico (Unutursam Fısılda)
- Premio per i media e l'arte dell'Università Arel di Istanbul
  - 2015: Vincitrice come Attrice cinematografica più ammirata per il film Sussurra se dimentico (Unutursam Fısılda)[56]
- Premio di successo ITU EMOS
  - 2015: Candidata come Attrice televisiva femminile di maggior successo dell'anno per il film Sussurra se dimentico (Unutursam Fısılda)[57]
  - 2017: Candidata come Attrice televisiva femminile di maggior successo dell'anno per la serie Il secolo magnifico: Kösem (Muhteşem Yüzyıl: Kösem)
- Premio TurkMSIC
  - 2015: Vincitrice come Miglior attrice per il film Sussurra se dimentico (Unutursam Fısılda)
- Premio YTU Stelle dell'anno
  - 2015: Vincitrice come Miglior attrice cinematografica per il film Sussurra se dimentico (Unutursam Fısılda)[58]
  - 2023: Vincitrice come Attrice più ammirata dell'anno per il film Bergen[59]

- Premio televisivo di Adalia
  - 2011: Vincitrice come Miglior attrice non protagonista per la serie Öyle Bir Geçer Zaman ki
  - 2012: Candidata come Miglior attrice non protagonista per la serie Öyle Bir Geçer Zaman ki
- Premio SİYAD
  - 2015: Candidata come Miglior interpretazione di un'attrice per il film Sussurra se dimentico (Unutursam Fısılda)[60][61]
  - 2019: Candidata come Miglior attrice per il film Bold Pilot - Leggenda di un campione (Bizim İçin: Şampiyon)[62]
  - 2023: Vincitrice come Miglior interpretazione di un'attrice per il film Bergen[63][64]
- Sadri Alisik Theatre and Cinema Awards
  - 2013: Vincitrice come Miglior interpretazione di un'attrice non protagonista in un film drammatico per Kelebeğin Rüyası[65]
  - 2015: Candidata come Miglior interpretazione di un'attrice in un film drammatico per Sussurra se dimentico (Unutursam Fısılda)[66]
  - 2017: Vincitrice del Premio speciale della giuria con Songül Öden e Sükran Ovali per il film Ekşi Elmalar[67]
- Turkey Youth Awards
  - 2017: Candidata come Miglior attrice cinematografica per il film Ekşi Elmalar
  - 2019: Candidata come Miglior attrice cinematografica per il film Bold Pilot - Leggenda di un campione (Bizim İçin: Şampiyon)
  - 2020: Candidata come Miglior attrice cinematografica per il film Bold Pilot - Leggenda di un campione (Bizim İçin: Şampiyon)

- Turkish Film Critics Association (SIYAD) Awards
  - 2013: Vincitrice come Miglior attrice non protagonista per il film Kelebeğin Rüyası
  - 2014: Candidata come Miglior attrice per il film Sussurra se dimentico (Unutursam Fısılda)
  - 2018: Candidata come Miglior attrice per il film Bold Pilot - Leggenda di un campione (Bizim İçin: Şampiyon)
  - 2022: Vincitrice come Miglior attrice per il film Bergen